# Hrabstwo Muskingum
Hrabstwo Muskingum (ang. Muskingum County) – hrabstwo w stanie Ohio w Stanach Zjednoczonych. Obszar całkowity hrabstwa obejmuje powierzchnię 672,591 mil2 (1 742,01 km²). Według danych z 2010 r. hrabstwo miało 86 074 mieszkańców. Hrabstwo powstało 1 marca 1804 roku, a jego nazwa z języka Indian Delaware jest tłumaczona jako miasto nad rzeką lub oko wapiti.

## Sąsiednie hrabstwa
- Hrabstwo Coshocton (północ)
- Hrabstwo Guernsey (wschód)
- Hrabstwo Noble (południowy wschód)
- Hrabstwo Morgan (południe)
- Hrabstwo Perry (południowy zachód)
- Hrabstwo Licking (zachód)

## Miasta
- Zanesville

## Wioski
- Adamsville
- Dresden
- Frazeysburg
- Fultonham
- New Concord
- Norwich
- Philo
- Roseville
- South Zanesville

## CDP
- Duncan Falls
- East Fultonham
- North Zanesville
- Pleasant Grove
- Trinway